# 獨立紀念碑 (基輔)
獨立紀念碑是位於烏克蘭首都基輔獨立廣場的一座勝利紀念柱，紀念烏克蘭獨立。這座建築融合了烏克蘭巴洛克風格和帝國風格，修建在烏克蘭獨立10週年的2001年，高61米（200英尺）。

## 外部連結
- Independence Monument at Kievtown.net